# 복분해
복분해(double displacement reaction)는 이중결합을 가진 두 물질 사이에서 금속원자를 매개로 하여 2중 결합이 분해됨과 동시에 새로운 이중결합이 생성되는 반응이다.